# Taterillus petteri
Il taterillo di Petter (Taterillus petteri  Sicard, Tranier, & Gautun, 1988) è un roditore della famiglia dei Muridi diffuso nell'Africa occidentale.

## Descrizione
Roditore di piccole dimensioni, con la lunghezza della testa e del corpo tra 103 e 135 mm, la lunghezza della coda tra 125 e 166 mm, la lunghezza del piede tra 28 e 32 mm, la lunghezza delle orecchie tra 17 e 21 mm e un peso fino a 64 g.

Le parti superiori variano dal color cannella all'arancione. Le parti ventrali, le guance e le zampe sono bianche. La linea di demarcazione lungo i fianchi è netta. Sono presenti una macchia bianca sopra ogni occhio e dietro ogni orecchio. La coda è più lunga della testa e del corpo e termina con un ciuffo di peli lunghi più scuri. Il cariotipo è 2n=18-19 FN=25-29.

## Biologia

### Comportamento
È una specie terricola e notturna. Costruisce tane semplici durante la stagione secca e più complesse nel resto dell'anno. Nel Burkina Faso si ritiene che sia solitaria e territoriale

### Alimentazione
Si nutre di granaglie.

### Riproduzione
Si riproduce durante tutto l'anno. Le femmine danno alla luce 2-6 piccoli alla volta.

## Distribuzione e habitat
Questa specie è diffusa lungo le sponde meridionali del Fiume Niger, nel Mali centro-meridionale, Burkina Faso settentrionale e Niger sud-occidentale.
Vive nelle savane del Sahel dove la precipitazione annua media va da 300 a 500 mm. Si trova in terreni sabbiosi, campi di miglio e in dune sabbiose, sebbene non sia il suo habitat preferito.

## Conservazione
La IUCN Red List, considerato il vasto areale, la tolleranza alle modifiche ambientali e la popolazione numerosa, classifica T.petteri come specie a rischio minimo (Least Concern).